# Червоний сніг
Червоний сніг (англ. Red Snow) — другий сегмент 21-го епізоду 1-го сезону телевізійного серіалу «Сутінкова зона».

## Сюжет
Головний герой епізоду, полковник Ульянов, відправляється в Сибір — на північ Воркути — для того, щоб виконати завдання КДБ, яке полягає у розслідуванні загадкової смерті двох партійних функціонерів, Борисова та Андреєва, — вони представляли відповідно цивільну та військову сфери. Ульянов прибуває до Воркути в період полярної ночі (місто, в якому він має проводити своє розслідування, знаходиться за Полярним колом) та з подивом помічає, що опівдні на вулицях міста абсолютно темно. Там його зустрічає місцевий представник радянської Компартії Провін, який має допомагати Ульянову в розслідуванні резонансної справи. В одному з барів Ульянов знайомиться з мером Воркути, літнім чоловіком на прізвище Тітов. Він розповідає Ульянову дуже важливі подробиці в цій справі — виявляється, що Борисова загризли на смерть вовки, а Андреєв покінчив життя самогубством, перерізавши собі горло. Таким чином Тітов стає третім учасником розслідування.
Перебираючи теки зі справами, що лежать у спеціальному кейсі, Ульянов знаходить справу однієї молодої жінки, яка видалася йому знайомою — нещодавно він бачив її на вулиці. Однак виявляється, що це не вона, а її мати Валентина, яка була заслана до ГУЛАГу п'ятдесят років тому, ще за доби Сталіна. Ульянов з подивом помічає, що матір і дочка дуже сильно схожі одна на одну. Подальше розслідування приводить Ульянова та Провіна до старовинної церкви, збудованої прямо в лісі. Вони проникають туди та помічають декілька старих трун. Ульянов та Провін розкривають їх, однак вони виявляються порожніми. Вийшовши з церкви, Ульянов помічає вовчі сліди на снігу, які викликають у нього великий інтерес. Пройшовши певну відстань по цих слідах, Ульянов зустрічає Валентину, яка в цей момент п'є кров зі спійманого нею вовка, та тікає звідти геть. Після цього Ульянов намагається з'ясувати у Тітова, хто ці людиноподібні істоти. Останній відповідає, що це вампіри — вони захищають їхній населений пункт від злочинців та диких звірів. Далі полковник КДБ та мер Воркути знову заходять до тієї самої церкви, там їх оточує група вампірів, серед яких — та сама Валентина. Ще більше Ульянов дивується, коли помічає серед них свого колишнього напарника, Провіна. Валентина намагається схилити Ульянова на свою сторону, стверджуючи, що справжня Росія — саме тут, в Сибіру, де вони живуть, а не в Москві. Наприкінці епізоду полковник Ульянов переходить на бік вампірів, при цьому продовжуючи виконувати розпорядження КДБ.

## Цікавий факт
Епізод не має оповідей ні на початку, ні в кінці.

## Ролі виконують
- Джордж Дзундза — полковник Ульянов
- Владімір Скомаровський — Тітов
- Баррі Міллер — Іван Провін
- Вікторія Теннант — Валентина
- Род Колбін — міністр
- Ендрю Дайвофф — Владімір
- Кімберлі Енн Морріс — Галя
- Майк Кулксар — Колодкін
- Том Мейєр — сільський житель

## Прем'єра
Прем'єрний показ епізоду відбувся в США та Великій Британії 21 березня 1986.